# Дубаневич Дмитро
Дубаневич Дмитро (1900, Ходорів — 1933, Ходорів) — один з перших членів Української військової організації, учасник нападу (ексу) на Повітову касу Долини 19 липня 1925 року. 

## Життєпис
Проживав і працював слюсарем у Ходорові. Залучений до Летючої бригади УВО. Відчинив сейф Повітової каси з сумою коло 7 000 злотих під час ексу в Долині. На залізничній станції Рахиня 20.07.1925 за наведенням станційного касира польський поліцист затримав Д. Дубаневича, за що той вистрілив і вбив поліциста. При втечі звідти загублено портфеля з документами. Схоплений поліцією, тяжко побитий, зізнався щодо членства в УВО. На «процесі поштівців» 1.06-1.07.1926 Д. Дубаневича засудили на вісім років. Апеляцію на присуд розглядав Найвищий Суд у Варшаві 22 грудня 1926 року і залишив без змін. Спочатку Д. Дубаневича вивезли у тюрму Вісніч коло Кракова, решту ув'язнення він провів у тюрмі «Святий Хрест» у польському місті Кельце. Звідти він повернувся зі смертельною недугою. Збереглась його могила в Ходорові.